# امرأة عاشقة (فلم)
امرأة عاشقة فيلم دراما مصري للمخرج أشرف فهمي عام 1974 اقتبسها ومصرها مصطفى محرم عن الملحمة اليونانية فيدرا. الفيلم من بطولة شادية وحسين فهمي ومحمود مرسي وتدور الأحداث حول مهندس شاب يتيم الأم ويقع في حب زوجة أبيه الشابة.
صدر الفيلم إلى دور العرض المصرية في 8 يوليو 1974.
منح موقع قاعدة بيانات الأفلام العربية «السينما.كوم» الفيلم درجة 6.4/ 10.

## طاقم التمثيل
- حسين فهمي: في دور أحمد
- شادية: في دور ليلى
- محمود مرسي: في دور إسماعيل (والد أحمد وزوج ليلى)
- توفيق الدقن: في دور شعبان أبو اليزيد (رجل أعمال وصديق إسماعيل)
- مديحة حمدي: في دور ميرفت (ابنة شعبان أبو اليزيد)
- نبيلة السيد: في دور عزيزة (زوجة شعبان أبو اليزيد)
- عايدة عبد العزيز: في دور فتاة ليل

بالاشتراك مع: إبراهيم نصر - مكرم صالح - كوثر شفيق - نادية زغلول - حسين عرابي - عبد العظيم كامل - سمير رشدي - صلاح العجوز - أحمد شمس الدين.

## أغاني الفيلم
كلمات: صلاح فايز
ألحان: خالد الأمير
توزيع: عبد العظيم حليم
غناء: شادية (الأغاني: ملل - فرح - قدر) 

## إنتاج الفيلم
بلغت تكاليف إنتاج فيلم «امرأة عاشقة» مبلغ 32 ألف جنيه مصري عام 1974، وحقق إيرادات بلغت 20498 جنيها في فترة 8 أسابيع. عرض الفيلم بسينما ريفولي بمنطقة وسط البلد بالقاهرة.  
قامت شادية، بالإضافة لفيلم «امرأة عاشقة»، ببطولة 3 أفلام أخرى مع حسين فهمي وهم: «رغبات ممنوعة» للمخرج أشرف فهمي عام 1972، و«الهارب» للمخرج كمال الشيخ عام 1974، و«امواج بلا شاطئ» للمخرج أشرف فهمي عام 1976.  
قدمت شادية أربعة أفلام مع المخرج أشرف فهمي وهي «أمواج بلا شاطئ» عام 1976 مع محمود مرسي وحسين فهمي، و«امراة عاشقة» و «رغبات ممنوعة» عام 1972 مع حسين فهمي وميرفت أمين، وآخر أفلامها «لا تسألني من أنا» 1984 مع يسرا وفاروق الفيشاوي.

## أحداث الفيلم
يعود "أحمد" (حسين فهمي) من الإسكندرية، بعد حصوله على بكالوريوس الهندسة، ليقيم في بيت والده "إسماعيل" (محمود مرسي) بالقاهرة، وهو رجل الأعمال المعروف الذي طلق والدة "أحمد" ويعيش حياة يملؤها الصفقات وحفلات رجال الأعمال، وتشاركه حفلاته زوجته "ليلى" (شادية) التي تصغره كثيراً. تبدو "ليلى" دائماً حزينة وتشتكي من حياتها وإهمال زوجها للعاطفة والتركيز على العمل.
يعرض "إسماعيل" على "أحمد" العمل في شركته بمرتب كبير، ويؤيد العرض صديق إسماعيل المقرب ورجل الأعمال الكبير "شعبان أبو اليزيد" (توفيق الدقن) ولكن "أحمد" يرفض ويعلن أن خطته موجهة للسفر للخارج للخبرة والعمل. يتعمد "إسماعيل" الخروج بصحبة زوجته "ليلى" وابنه أحمد لقضاء السهرات مع "شعبان" وزوجته "عزيزة" (نبيلة السيد) وابنته الشابة الجميلة "ميرفت" (مديحة حمدي)، ولكن هذه اللقاءات لا تحمل "أحمد" على التقرب لميرفت. يشتبك "أحمد" مع "ليلى" التي تحاول تزويجه من "ميرفت" معتقداً انها مجرد محاولة لإبعاده عن بيتها، ويغادر البيت عائداً للإسكندرية. تسافر "ليلى" إلى الإسكندرية للتفاهم مع "أحمد" وتعيده إلى بيت والده. نظراً لانشغال الأب في عمله يبدأ التقارب بين الابن وزوجة الوالد، وسرعان ما يتحول التقارب الي شهوة عارمة وتقاوم الزوجة ويقاوم الابن. يراقص "أحمد" "ليلى" في حفلة ليلة رأس السنة، وفي ظلمة قاعة الرقص يتبادلون القبلات الساخنة وتبدأ الحياة في البيت في التوتر. يحاول "أحمد" مصادقة سيدات لكي يصرف تفكيره عن حب "ليلى"، ويفقد "أحمد" وهو في أحضان فتاة ليل (عايدة عبد العزيز) اهتمامه بها مما يدعوها إلى نصيحته، بعد أن عرفت بحبه لسيدة متزوجة، بالزواج.
يقوم "أحمد" بخطبة "ميرفت"، ولكن حبه ل"ليلى" يجعله يتراجع عن إتمام الزواج ويترك البيت ويعود مرة أخرى إلى الإسكندرية، ولا يدري الأب سبب ابتعاد ابنه عن البيت، ونظراً لانشغاله يطلب من زوجته "ليلى" أن تذهب اليه لتعود به ليعيش معهم. تذهب "ليلى" إلى "أحمد" وفي لحظة ضعف تفقدهم الشهوة الإحساس بالزمان والمكان ويسقط الاثنين في الفراش. تفيق "ليلى" لما حدث لتستقل سيارتها هائمةً لا تدري ماذا تفعل ولا تجد حلاً الا الانتحار.

## استقبال الفيلم
كتب الناقد محمود قاسم على موقع الشروق في 5 يونيو 2020: "امرأة عاشقة"... هو نسخة ممسوخة وجامدة من فيلم "فيدرا" للمخرج الأمريكي اليوناني "جول داسين" عام 1962 (فيدرا الآثمة حسب عنوانه التجاري في مصر 1962)... وهو فيلم يوناني فرنسي أمريكي استوحاه المخرج في رؤية معاصرة لمسرحية فيدرا (فيدرا مأساة رومانية كتبها الفيلسوف والكاتب المسرحي "لوسيوس آنيوس سينيكا" في عام 54 ميلادي، وهي تعتمد على الأسطورة اليونانية القديمة "هيبوليتوس" التي كتبها يوريبيدس) ... حسب العناوين الخاصة بالفيلم فإنه عن اسطورة فيدرا الاغريقية، رغم أنها ملحمة، وقد جاء ان مصطفى محرم هو كاتب القصة والسيناريو والحوار، المفروض انه اقتبس الفيلم بالتمام عن الفيلم اليونانى.... من الواضح أن أسباباً عديدة لا نعرفها أدت إلى اختصار النهاية، ما أفقد الفيلم طعمه المأساوى الموجود في نص مسرحية يوربيدوس وموجود بالقوة نفسها في فيلم جول داسان... الفيلم المصرى اختصر أجواء المأساة الحقيقية، خاصة لأن الفيلم لن يذكر لك نوع المهن التي يقوم بها إسماعيل، وكل ما نعرفه عنه أنه منشغل، ولديه سفريات، وصفقات، وبالتالى فاننا أمام فيلم فقير للغاية... في فيلم أشرف فهمى اقتبسوا موسيقى فيلم "الأب الروحي" لنينو روتا الذي كان جديدا في تلك الآونة".

## روابط خارجية
- مقالات تستعمل روابط فنية بلا صلة مع ويكي بيانات
- امرأة عاشقة على الدهليز
- امرأة عاشقة على كاروهات

https://www.allmovie.com/movie/phaedra-v105984/review امرأة عاشقة (فيلم)
https://www.youtube.com/watch?v=CUFBZzkB65s امرأة عاشقة (فيلم)
https://www.youtube.com/watch?v=ImETj5EIue4 امرأة عاشقة (فيلم)